# جورج مولهولاند (لاعب كرة قدم)
جورج مولهولاند (بالإنجليزية: George Mulholland)‏ هو لاعب كرة قدم بريطاني، ولد في 4 أغسطس 1928 في آير في المملكة المتحدة، وتوفي في 2002. لعب مع برادفورد سيتي ودارلينجتون إف سى وستوك سيتي.